# 耶路撒冷市徽
耶路撒冷市徽是耶路撒冷自1950年以來的官方象徵之一。圖案的主要部分是獅子，代表猶大之獅，也是猶大王國的象徵。獅子後的背景圖案象徵耶路撒冷城牆和西牆。橄欖枝象徵追求和平。這一圖案是在1949年的一場公開設計徵集中選出。

## 外部連結
- Jerusalem Civil Ensign （页面存档备份，存于）